# Oudwijk (Utrecht)
Oudwijk is een buurt van de wijk Oost in Utrecht, de hoofdstad van de Nederlandse provincie Utrecht. Samen met de buurt Buiten Wittevrouwen vormt het de subwijk Oudwijk/Buiten Wittevrouwen.
Belangrijke straten in Oudwijk zijn de Burgemeester Reigerstraat (winkelstraat door de wijk heen), Oudwijkerveldstraat, Oudwijk (laan met dezelfde naam als de wijk), Prinsenstraat en in Oudwijk-Zuid de Oudwijkerdwarsstraat, de Nicolaasweg, de Homeruslaan en de Zonstraat.

## Subbuurten en geografie
De wijk Oudwijk kan verdeeld worden in de buurten Oudwijk-Noord, Oudwijk-Zuid, Achter Oudwijk en de Oosterbuurt. Oudwijk-Noord is een villawijk aan de gelijknamige laan "Oudwijk", gelegen ten noorden van de Burg. Reigerstraat, ingesloten door o.a het Wilhelminapark en de Maliebaan. Oudwijk-Zuid kan weer onderverdeeld worden in buurtjes als Achter Oudwijk (Oudwijkerdwarsstraat en zijstraten) de kleine Oosterbuurt (buurtje bestaand uit de herenhuizen aan de Oosterstraat en het begin van de Zonstraat) en het Minervaplein e.o. Er is een zekere segregratie binnen de officiële wijk. Terwijl de laantjes en parkachtige pleintjes rond de Prinsesselaan, Emmalaan, Oudwijk (de laan), en de omgeving van het Rosarium, een luxe woonomgeving vormen, is Oudwijk-Zuid een arbeiderswijk. Oudwijk-Zuid, vooral 'Achter Oudwijk' huisvest nog steeds het overgrote merendeel van de lagere inkomens en werklozen van de subwijk Oudwijk/Buiten Wittevrouwen. Het is een klein blok rond de Oudwijkerdwarsstraat gelegen tussen de Nicolaasweg, de Minstroom, het Spoorwegmuseum en de Burgemeester Reigerstraat. Zie: Oudwijk-Zuid.
'Oudwijk' is een ruim begrip voor Utrechters, met Oudwijk worden vaak ook wijken als Buiten Wittevrouwen (Nachtegaalstraat), de Maliebaan e.o, het Wilhelminapark, en de aangrenzende straten binnen Abstede (Zonstraat, Minstraat, Piet Heinstraat, gedeeltelijk de Abstederdijk). Soms worden gevoelsmatig wijken weleens geheel tot Oudwijk gerekend, o.a Abstede heeft vaak te kampen met naamsverwarring. De volksere lokale bevolking bedoelt soms juist de omgeving van de Oudwijkerdwarsstraat met 'Oudwijk'.

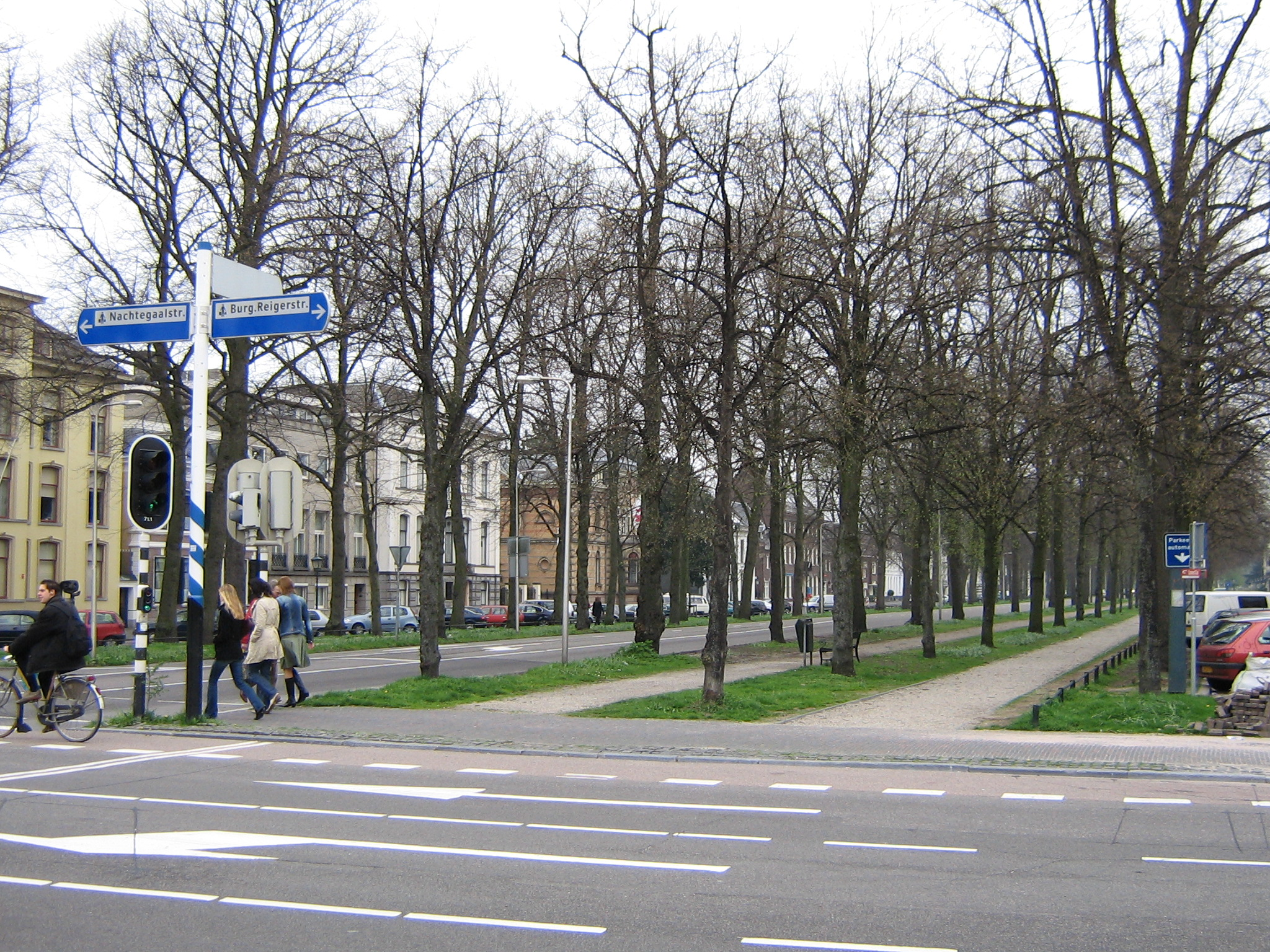
De Maliebaan, een drievoudige laan die de grens vormt tussen Oudwijk en Buiten Wittenvrouwen

Het zuidelijkste deel van Oudwijk wordt soms verward met Abstede, een aangrenzende wijk van Oudwijk. De straten Homeruslaan, Zonstraat en Nicolaasweg zijn architectonisch niet te vergelijken met bijvoorbeeld de Abstederdijk. Tevens worden de noordelijkste straten (de meest aangrenzende van Oudwijk) vaak onder Oudwijk gerekend. De officiële grens van Oudwijk en Abstede is echter de Minstroom ten noorden waarvan de Zonstraat en de Homeruslaan liggen. De Nicolaasweg is echter zowel een Oudwijkse als Absteedse straat, die loopt langs de Schildersbuurt-Zuid door Achter Oudwijk zuidelijk Abstede in tot aan de Abstederdijk (officieuze hoofdstraat van Abstede en de Sterrenwijk).
De grote winkelstraat Burgemeester Reigerstraat loopt midden door de buurt. Haaks daarop staat een andere doorgaande weg, de Oudwijkerdwarsstraat. Kenmerkend voor Oudwijk zijn de haakse straten in stedelijke blokken, de volkssfeer en de rijen arbeidershuizen aan onder andere de Oudwijkerdwarsstraat. Ook de Heilig Hartkerk is kenmerkend voor de wijk, en natuurlijk niet te vergeten het Buurthuis Oudwijk. De Nicolaasweg is een van de oudste straten in de wijk. In de Middeleeuwen was dit de toegang voor mensen uit Het Bildt (De Bilt) naar hun kerk, de Nicolaaskerk.
De noord-/westgrens is de Oosterspoorweg, waaraan in Oudwijk het Nederlands Spoorwegmuseum ligt. De zuidgrens is de Minstroom, de westgrens is de Maliesingel, en de westgrens is de Nicolaasweg.

## Vroeger en nu

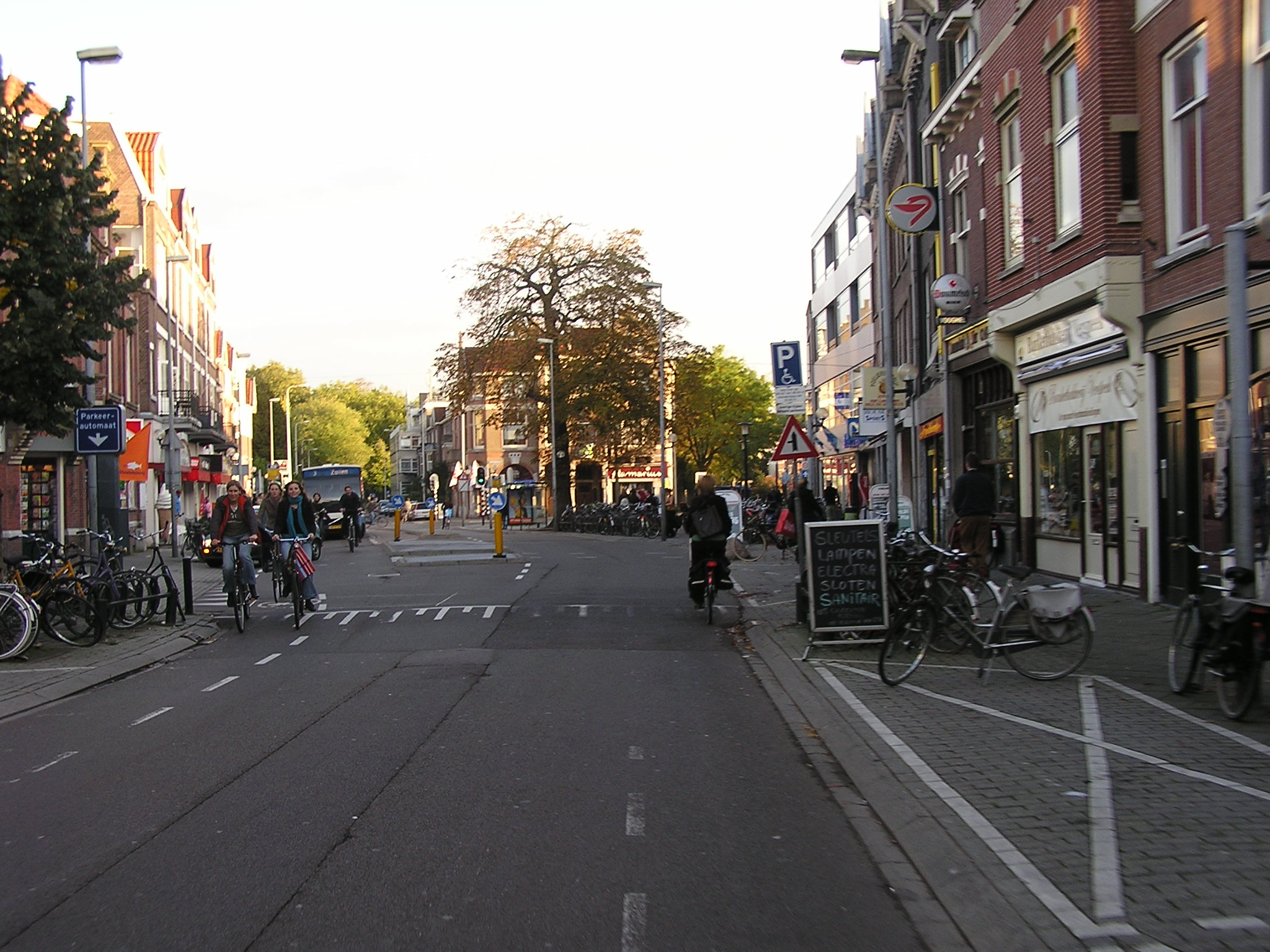
Burgemeester Reigerstraat

In 1131 werd hier de St. Stevensabdij door Machteld, burggravin van Utrecht, voor een twintigtal dames van adellijke afkomst gesticht. De abdij staat ook bekend als Abdij Altwijck (Oudwijk). Het Benedictinessenklooster werd na de Reformatie gesloten en in 1584 grotendeels afgebroken, waarna het een buitenplaats werd. Deze bestaat in gewijzigde vorm nog steeds, verscholen achter de Heilig Hartkerk.
De laatste jaren lijkt Oudwijk steeds meer een gewilde woonwijk, vanwege de ligging nabij het Wilhelminapark en het Centrum. O.a de herstructurering, stadsvernieuwing, en sloop hebben de buurt een 'boost' gegeven. Het contrast tussen noord en zuid blijft echter groot. Oudwijk-Noord is een prominente villawijk, aansluitend op het eveneens zeer welvarende Wilhelminapark. Oudwijk-Zuid is daarentegen een voormalige arbeiderswijk, met kleine arbeiderswoningen en sociale huurwoningen en -appartementen.

## Straten
Straten, lanen en hoven in Oudwijk (grofweg van Noord naar Zuid)
Oudwijk-Noord:
- A.R. Falckstraat
- Beekstraat
- Braamstraat
- Burgemeester Reigerstraat
- Doornstraat
- Emmalaan
- Hofstraat
- Haagstraat
- Helmstraat
- JM Kemperstraat
- Kersstraat
- Oudwijk
- Oudwijkerveldstraat
- Oudwijkerlaan
- Prinsenstraat
- Prinses Marijkelaan
- Prinsesselaan
- Ramstraat
- Renstraat
- Van Alphenstraat
- Van Alphenplein
- Van der Duijnstraat
- Van Hogendorpstraat
- Van Limburg Stirumstraat
- Vlietstraat
- Wolter Heukelslaan

Oudwijk-Zuid:
- Albrachthof
- Aurorastraat
- Baanstraat
- Bankstraat
- Beukstraat
- Bloesemstraat
- Bloemstraat
- Bolstraat
- Eikstraat
- Hulststraat
- Iepstraat
- Homeruslaan
- Kweekstraat
- Lindestraat
- Minervaplein
- Nicolaasweg
- Oosterstraat
- Oudwijkerdwarsstraat
- Paarlstraat
- Schelpstraat
- Van Limburg Stirumstraat
- Wagenstraat
- Wagendwarsstraat
- Zonnehof
- Zonstraat (meest westelijke bebouwing heet 'Oosterbuurt')

Oosterbuurt:
- Oosterstraat
- Zonstraat (ingang vanaf het westen)
- Parallelstraat (ingang vanaf het noorden)

## Straatnamen
Ramstraat:
Vernoemd naar Philips Ram (1753-1817)
Burgemeester van Utrecht van 1808 tot 1811.
Wolter Heukelslaan:
Wolter Jacobus Heukels (1892-1945) (verzetsnaam: Ome Jan)
Nederlandse verzetsstrijder tijdens de Tweede Wereldoorlog.
voorheen genaamd 'Mengelberglaan' naar Friedrich Wilhelm Mengelberg
Homeruslaan:
Homerus (ongeveer 800 tot 750 voor Christus)
Griekse dichter en zanger.
Emmalaan:
Koningin Emma (1858-1934)
Als koningin regentes voor haar wilsonbekwame en stervende echtgenoot Koning Willem III, als koningin-moeder van 1890 tot 1898 regentes voor de minderjarige Koningin Wilhelmina.

## Bekende Oudwijkers
- C.C.S. Crone - schrijver, bracht zijn jeugd op Van der Duijnstraat 2 door.
- Willem van Hanegem - Voetballer, trainer en commentator.
- Willem Gerrit van de Hulst sr. - Willem Gerrit van de Hulst was een bekende kinderboekenschrijver. Hij werd in 1900 hoofdonderwijzer van de Christelijke school aan de Bloemstraat.

Abstede · Buiten Wittevrouwen · Galgenwaard · Lodewijk Napoleonplantsoen en omgeving · Maarschalkerweerd · Oosterbuurt · Oudwijk · Rijnsweerd · Rubenslaan en omgeving · Schildersbuurt · Sterrenwijk · Tolsteegsingel en omgeving · Utrecht Science Park · Watervogelbuurt · Wilhelminapark en omgeving